# Epeorus vitreus
Epeorus vitreus är en dagsländeart som först beskrevs av Walker 1853.  Epeorus vitreus ingår i släktet Epeorus och familjen forsdagsländor. Inga underarter finns listade i Catalogue of Life.